# Looped for Life
Looped for Life è un film muto del 1924 diretto da Park Frame.

## Produzione
Il film fu prodotto dalla J. Joseph Sameth Productions.

## Distribuzione
Distribuito dalla Madoc Sales, il film uscì nelle sale cinematografiche USA il 24 giugno 1924.
Non si conoscono copie ancora esistenti della pellicola che viene considerata presumibilmente perduta.